# Jeliu Voivoda, Sliven
Jeliu Voivoda (în bulgară Желю Войвода) este un sat în comuna Sliven, regiunea Sliven,  Bulgaria. 

## Demografie
Componența etnică a satului Jeliu Voivoda
     Bulgari (79,03%)
     Romi (6,45%)
     Nicio identificare (14,26%)
     Altele (0,24%)
La recensământul din 2011, populația satului Jeliu Voivoda era de 2.447 locuitori. Din punct de vedere etnic, majoritatea locuitorilor (79,03%) erau bulgari, cu o minoritate de romi (6,45%). Pentru 14,26% din locuitori nu este cunoscută apartenența etnică.